# Kościół Podwyższenia Krzyża Świętego w Wełnie
Kościół pw. Podwyższenia Krzyża Świętego w Wełnie – drewniana świątynia katolicka zlokalizowana w Wełnie (powiat obornicki, województwo wielkopolskie).

## Historia
Kościół jest budowlą z początku XVII wieku, dziełem wiejskich cieśli. 11 września 1780 roku w kościele odbył się ślub Józefa Wybickiego, autora Mazurka Dąbrowskiego, i jego drugiej żony Estery Wierusz-Kowalskiej.

## Architektura

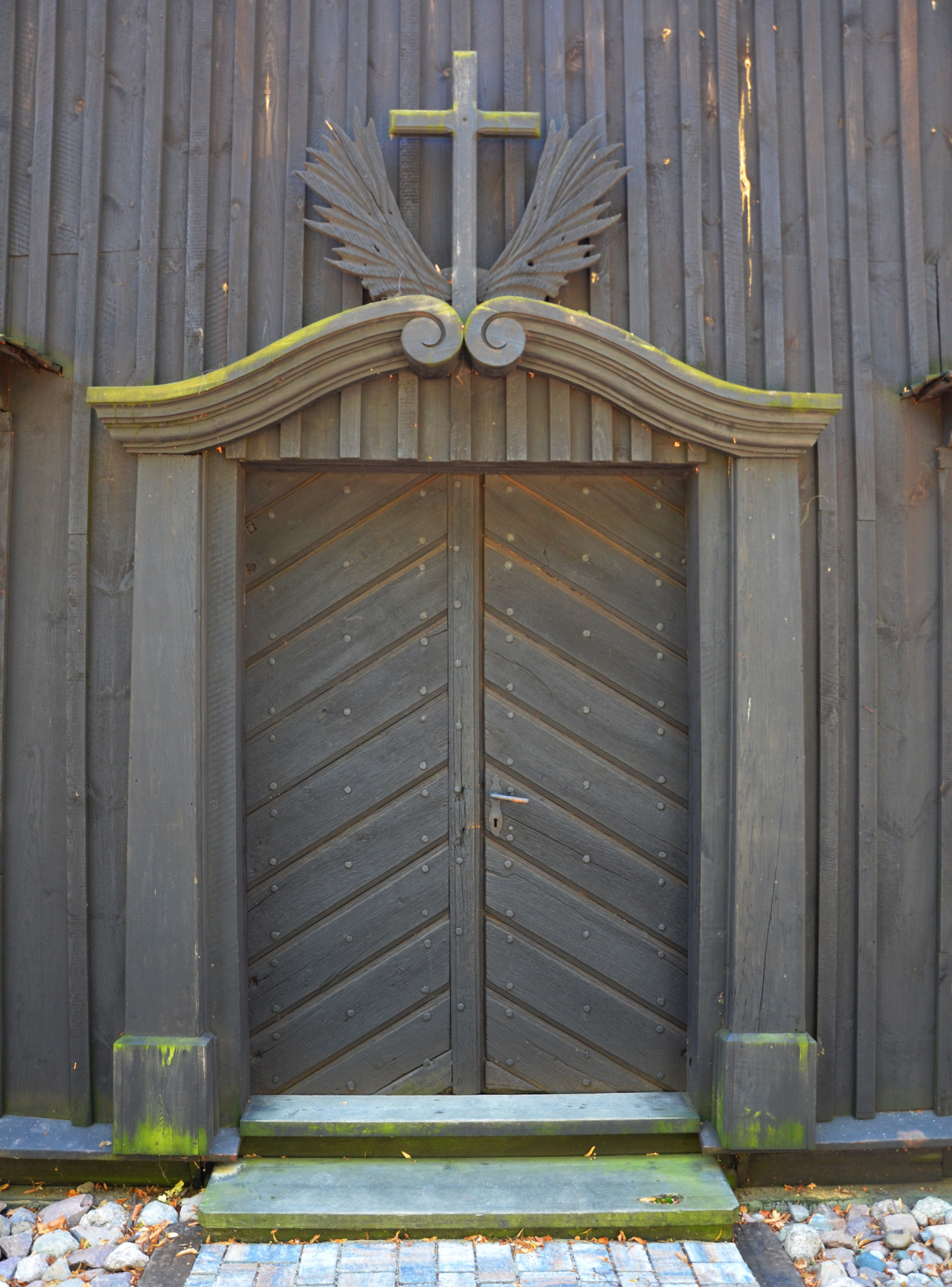
Wejście główne

Kościół posiada nawę główną i nawę poprzeczną. Dookoła budynku biegnie kryty ganek (tzw. soboty). Malowidła na pułapie nawy głównej, prezbiterium i nawy poprzecznej wykonał Adam Swach, malarz – franciszkanin (pierwsza połowa XVIII wieku). Przedstawiają one sceny związane z legendą i kultem Świętego Krzyża, m.in. na stropie prezbiterium Widzenie cesarza Konstantyna, na stropie nawy Znalezienie Drzewa Krzyża przez św. Helenę, na ścianach prezbiterium i nawy – postacie Chrystusa, Marii i 12 apostołów. Olejne obrazy na ławach i stallach wykonali rzemieślnicy.